# 大田詩織
大田 詩織（おおた しおり、3月18日 - ）は、日本の女性声優。

## 人物
- 千葉県出身[1]。
- 趣味はシルバーアクセサリー集め、NBA観戦、楽しく生きること[1]。特技はスポーツ全般[1]。
- 創玄書道会初段、ヤマハ音楽能力検定グレード7級の資格をもつ[1]。
- 以前は、ケッケコーポレーション[1]に所属していた。
- 「太田詩織」は誤り。「おおた」の姓は「太」ではなく「大」である。

## 出演作品

### テレビアニメ
1999年
- 週刊ストーリーランド（人2）

2000年
- HUNTER×HUNTER（ヴェーゼ）※第1作

2002年
- ガンフロンティア（アヤメ、女）
- 神鵰俠侶 コンドルヒーロー（柔児）

### ゲーム
2004年
- SIMPLE2000シリーズ Vol.67 THE 推理 〜そして誰もいなくなった〜（江波徹子）※PS2

2005年
- SIMPLE2000シリーズ Vol.70 THE 鑑識官（江波徹子）※PS2

2007年
- スーパーロボット大戦OG ORIGINAL GENERATIONS（アギーハ）

### ドラマCD
- きらきら馨る もうすぐ入内篇（小雪）

### 吹き替え
ドラマ
- ザット'70sショー

映画
- エアレース
- M(マグニチュード)8.5

### ボイスオーバー
- フライフィッシング（J SKY SPORTS）
- スポーツウーマン（J SKY SPORTS）
- ガーデニング・ダイアリー（LaLa TV）
- フルフロンタルファッション（ネット配信）

### 舞台
- シアトリカル・ベース・ワンスモア公演
  - 「犬の仇討」
  - 「きらら浮世伝」
  - 「645 Taika-no-Kaishin」

- ワークスクリエイティブ公演
  - 「螢火抄」